# Storyboard (filmtechniek)

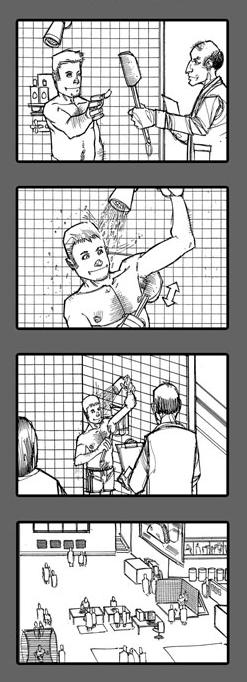
Een storyboard

Het storyboard is een verzameling uitgetekende shots van scènes uit een filmscript zoals de regisseur ze voor ogen heeft. Ze zijn bedoeld om de acteurs en de crew te helpen een beeld te krijgen van hoe de scène eruit moet komen te zien. 
Sommige storyboards zijn niet per se voorzien van alle uiteindelijke details, maar geven enkel een globaal idee van het script. Een andere vorm van het storyboard geeft juist in detail alles weer. Veelal worden zulke storyboards toegepast bij het voorbereiden van logistiek en/of technisch ingewikkelde scènes. Denk hierbij bijvoorbeeld aan stunts zoals auto-achtervolgingen, crashes of scènes waarin explosies worden gebruikt.
Een storyboard bestaat doorgaans niet alleen uit tekeningen, maar ook uit geschreven informatie zoals de personages, het perspectief van de camera en een korte beschrijving en de duur van elk shot.
Sommige regisseurs houden zich strikt aan dit storyboard, zoals de gebroeders Coen. Andere regisseurs gebruiken het storyboard enkel als uitgangspunt en laten zich veel meer meeslepen door de inspiratie van het moment.
Het storyboardproces komt oorspronkelijk uit de animatiefilm. Gezien het arbeidsintensieve productieproces van animatie is het belangrijk om op voorhand exact te weten wat er gaat gebeuren, zodat er geen onnodig werk wordt verricht. Vandaar dat men de film al ruw per shot visualiseert via het storyboard, zodat aanpassingen makkelijk mogelijk zijn. Vaak vertrekt men bij animatiefilm ook vanuit een visueel storyboard, in plaats van een geschreven script.